# 경성부청 야구단
경성부청 야구단은 1947년 해체된 실업 야구단이다. 1929년 조선실업야구연맹 결승리그 우승을 차지했고, 제 3회 일본도시대항야구대회에 경성 대표로 참가하여 준결승까지 진출했다.

## 선수단
- 김정식
- 이경구
- 조점룡